# 华云站
華雲站是苏州地铁6号线的終點站，位于江苏省苏州市苏州工業園区新庆东路与长阳南街交叉口地下，受蘇州東站建設影響，本站無法在2024年6月29日与6号线一同開通。

## 车站结构
本站为地下二层岛式车站。

### 楼层
| 1             | 地面 | 出入口 |
| -1            | 站厅 | 售票机、客服中心、商店 |
| -2            | 站台 | \| \| \| 未來■ 6号线往苏州新区火车站（桑田岛） \| \| 未啟用 · 島式 \| \| \| \| \| \| 未來■ 6号线往苏州新区火车站（桑田岛） \| |
|               |      | 未來■ 6号线往苏州新区火车站（桑田岛）                                                                                         |
| 未啟用 · 島式 |      | |
|               |      | 未來■ 6号线往苏州新区火车站（桑田岛）                                                                                         |